# 마인드 스포츠
마인드 스포츠(mind sport)는 지성을 겨루는 스포츠이다. 보드게임 등을 겨룬다. 육체적 운동과는 반의어이다.

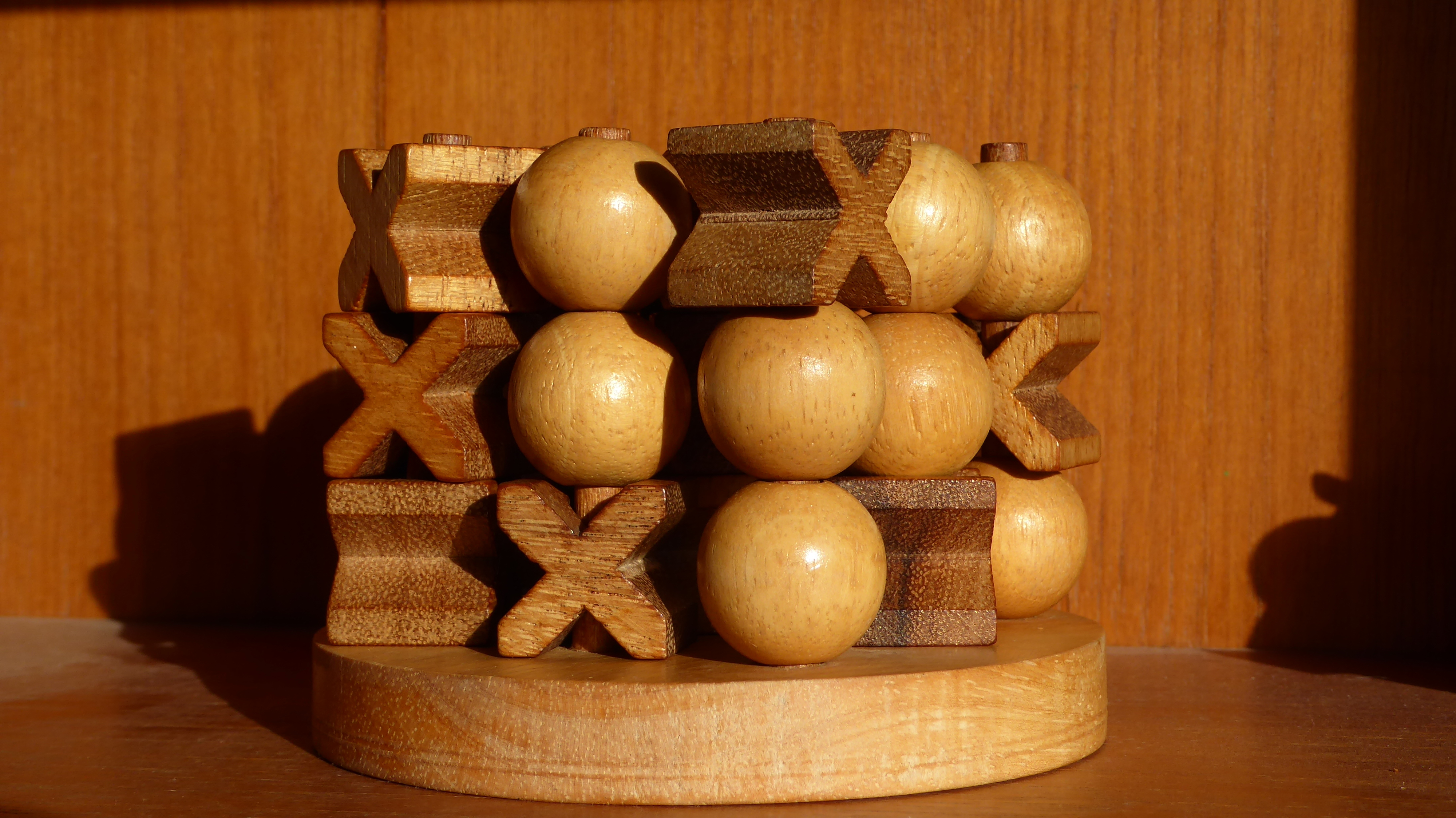
마인드 스포츠

## 용어
이 용어가 처음 주로 사용되게 된 것은 1997년 마인드 스포츠 올림피아드의 결과였다. 토니 부잔(Tony Buzan)은 마인드 스포츠 올림피아드의 공동 설립자이기도 하다. 세계 기억력 스포츠 위원회(World Memory Sports Council)와 같은 기관에서는 이 용어를 소급하여 사용한다.

## 같이 보기
- E스포츠
- 국제수학올림피아드
- 국제 정보 올림피아드
- 국제 과학 올림피아드
- 멘사 셀렉트